# Oak Point
Oak Point är en ort i Denton County, Texas, USA.